# Ronnie Lott
Pour les articles homonymes, voir Lott.
College Football Hall of Fame 2002
Pro Football Hall of Fame 2000
(en) Statistiques sur pro-football-reference
Ronnie Lott est un joueur américain de football américain, né le 8 mai 1959 à Albuquerque (Nouveau-Mexique), qui a évolué au poste de défenseur (defensive back).

## Biographie
Il a effectué sa carrière universitaire avec les USC Trojans et a remporté le titre national avec cette équipe en 1978.
Lott fut drafté au premier tour en 1981 par les 49ers de San Francisco, il était le 8e choix de draft.
Il a remporté quatre fois le Super Bowl avec les 49ers. Il a occupé le poste de cornerback puis de safety.
Lott a dépassé les 1 000 tackles en 1993 et a fait plus de 100 tackles au cours de cinq saisons.

## Palmarès

### Universitaire
- Rose Bowl 1979 et 1980

### NFL
- Vainqueur du Super Bowl XVI (saison 1981-82), Super Bowl XIX (saison 1984-85), Super Bowl XXIII (saison 1988-89), Super Bowl XXIV (saison 1989-90)
- Pro Bowl : 1981, 1982, 1983, 1984, 1986, 1987, 1988, 1989, 1990, 1991